# 諸刃の剣
| ウィキペディアには「諸刃の剣」という見出しの百科事典記事はありません（タイトルに「諸刃の剣」を含むページの一覧/「諸刃の剣」で始まるページの一覧）。 代わりにウィクショナリーのページ「諸刃の剣」が役に立つかもしれません。 |